# NGC 3114
NGC 3114 je otvoreni skup u zviježđu Kobilici.

## Vanjske poveznice
- SEDS: NGC 3114